# Molophilus panchrestus
Molophilus panchrestus är en tvåvingeart som beskrevs av Alexander 1941. Molophilus panchrestus ingår i släktet Molophilus och familjen småharkrankar.
Artens utbredningsområde är Peru. Inga underarter finns listade i Catalogue of Life.